# Tricladiaceae
Tricladiaceae is een familie van de Leotiomycetes, behorend tot de orde van Helotiales. Het typegeslacht is Tricladium.

## Taxonomie
De familie Tricladiaceae bestaat uit de volgende zeven geslachten:
1. Cudoniella
2. Geniculospora
3. Graddonia
4. Halenospora
5. Helotium
6. Mycofalcella
7. Spirosphaera
8. Tricladium